# Centro Logístico da Aeronáutica
O Centro Logístico da Aeronáutica (CELOG) é uma organização militar (OM) da Força Aérea Brasileira (FAB) cuja principal incumbência consiste em gerenciar os processos de obtenção e nacionalização de materiais aeronáuticos, de modo a garantir a continuidade e qualidade do suporte logístico necessário à manutenção da operacionalidade das frotas de aeronaves da FAB.

## História
Houve uma época em que a FAB possuía o maior complexo industrial da América Latina. Isso decorria do intenso investimento feito pelo então Ministério da Aeronáutica, na década de 40: com a colaboração da base aérea norte-americana de Wright Patterson, elaborou-se o projeto de construção de um complexo industrial militar que se destinaria a apoiar a manutenção de centenas das mais modernas aeronaves militares da época.
O local escolhido para acolher tamanha estrutura foi o Campo de Marte, onde também se encontra o aeroporto Campo de Marte. Assim, em 1941 foi inaugurado o Parque Aeronáutico de São Paulo, atual Parque de Material Aeronáutico de São Paulo (PAMA-SP): OM do atual Sistema de Material Aeronáutico e Bélico da Aeronáutica (SISMAB) cuja missão ainda hoje é a de prover à Força Aérea Brasileira apoio logístico (materiais e serviços de manutenção) na área de material aeronáutico, em conformidade com as diretrizes estabelecidas pela Diretoria de Material Aeronáutico e Bélico (DIRMAB), de modo a garantir a disponibilidade e operacionalidade de algumas frotas de aeronaves militares da FAB, entre elas a dos caças F-5, para que estejam sempre em condições de treinamento durante tempos de paz e em condições de combate durante tempos de paz ou de conflito armado.
Como na década de 40 o potencial industrial instalado no PAMA-SP excedia as necessidades do então Ministério da Aeronáutica, um grupo de militares e servidores civis vislumbrou a possibilidade de utilizar os abundantes recursos humanos, materiais e tecnológicos existentes para cooperar com a então incipiente indústria nacional. Deste modo, em 25 de março de 1952 o Decreto nº 30.668/52 criou a Seção Comercial do PAMA-SP, que fabricava e vendia peças aeronáuticas à indústria brasileira. Com a expansão industrial brasileira nos anos 60, a atividade da Seção Comercial do PAMA-SP prosperou significativamente, registrando, naquela época, inúmeros trabalhos executados para terceiros. Também nessa época iniciou-se a fabricação de peças para uso aeronáutico militar interno, a fim de se conseguir celeridade na substituição das peças que até então eram importadas, economia de recursos e independência tecnológica.
Na década de 70, a dificuldade em obter material aeronáutico norte-americano aumentou. Consequentemente, a "nacionalização" dos materiais aeronáuticos, que até então se resumia a um mero aproveitamento da capacidade industrial instalada, passou a representar uma necessidade estratégica essencial para a continuidade do suporte logístico à Força Aérea Brasileira, pois a maior parte das aeronaves da FAB era de procedência norte-americana. Assim, devido à sua importância, a nacionalização de materiais aeronáuticos cresceu rapidamente. No entanto, como consequência disso ela começou a requerer cada vez mais recursos do PAMA-SP, o que fez surgir a necessidade de se criar um órgão específico para a atividade de nacionalização. Deste modo, em julho de 1977 a parte da Seção Comercial do PAMA-SP responsável pela nacionalização de materiais foi transferida para a então criada Comissão de Nacionalização de Material Aeronáutico (CONMA), instalada na Avenida Olavo Fontoura, 1200-A, São Paulo, SP.
Cinco anos depois, percebendo que as atividades de obtenção e de nacionalização de materiais estavam intimamente relacionadas, o Ministro da Aeronáutica decidiu combiná-las em uma única OM. Assim, no dia 10 de maio de 1982 a CONMA foi desativada e, em seu lugar, foi criada a Comissão Aeronáutica Brasileira em São Paulo (CAB-SP), que ficou incumbida de executar as atividades de nacionalização e de aquisição de material aeronáutico.
Ao longo de pouco mais de duas décadas, as demandas logísticas da FAB não pararam de crescer e, com elas, a importância da CAB-SP. Percebendo isto, o Comando-Geral de Apoio (COMGAP) decidiu integrar, em uma única OM, a logística de transporte da FAB às atividades de nacionalização e de obtenção de materiais no Brasil e no exterior, o que ocorreu em duas etapas:
1. Em 26 de agosto de 2004 foi criado o Centro Logístico da Aeronáutica (CELOG), pelo mesmo Decreto presidencial[nota 6] que na ocasião modificou a estrutura regimental de todo o Comando da Aeronáutica.
2. Em 30 de novembro de 2004 a CAB-SP foi então desativada pela Portaria COMAER nº 1.219/GC3/04[7] e todo o seu pessoal e patrimônio foi incorporado ao CELOG.

Após décadas de cooperação da FAB para o desenvolvimento da indústria nacional, atualmente o que se observa é uma inversão de papéis, notadamente quando o CELOG, visando suprir alguma necessidade da FAB referente à nacionalização de materiais aeronáuticos até então originalmente adquiridos de outros países, realiza engenharia reversa nesses materiais aeronáuticos, elabora as especificações mínimas para que esses materiais possam ser produzidos no Brasil e então busca, na indústria brasileira, interessados em produzir esses materiais.